# The Reptile Database

Le site The Reptile Database est une base de données taxinomique pour toutes les espèces animales existantes couramment qualifiés de  « reptiles » soit les serpents, les lézards, les crocodiles, les sphénodons, les tortues et les amphisbènes. Ce site ne traite pas des dinosaures ce qui exclut donc les oiseaux de la base de données.
La base de données a été fondée en 1995 sous le nom de EMBL Reptile Database lorsque le fondateur, Peter Uetz, était un étudiant diplômé au Laboratoire européen de biologie moléculaire à Heidelberg, en Allemagne.
En septembre 2020, la base de données sur les reptiles répertorie environ 11 300 espèces.